# Монтегранели (Форли-Чезена)
Монтегранели (итал. Montegranelli) је насеље у Италији у округу Форли-Чезена, региону Емилија-Ромања.
Према процени из 2011. у насељу је живело 11 становника. Насеље се налази на надморској висини од 709 м.